# Lugal-gusisu
Lugal-gusisu (auch Lugal-gusisa, Gusisu; sumerisch dLugal-gu4-si-su/sa) ist als sumerischer Gott in den aus frühdynastischer Zeit stammenden Götterlisten von Nippur als Herr, der die Stiere führt belegt. Welche mythologische Funktion Lugal-gusisu zukam, bleibt unklar. In der Folgezeit wurde sein Name auf die Kurzform Gusisu reduziert, die wiederum in der Ur-III-Zeit als Synonym für die Kultfeste „Ezen-maḫ Ninurta“ in Ur und „Ezen-maḫ Gusisu“ in Nippur diente. Im Nippur-Kalender wurde der zweite Monat (Mai) nach Lugal-gusisu benannt. 